# 半済
半済（はんぜい）は、室町幕府が荘園・公領の年貢半分の徴収権を守護に認めたことを指す。半済を認める法令を半済令または半済法という。
元来、半済とは「年貢の半分を納付する」という意味より百姓の年貢の半分を免除することを意味していたが、南北朝時代頃から、守護が軍費・兵糧を現地調達するために、荘園・公領の年貢の半分を軍勢に預け置くことが、半済として行われ始め、1352年に最初の半済令が幕府から出された。これを契機に、守護による荘園・公領への侵蝕が本格化し、守護領国制・守護大名の誕生へとつながっていった。

## 沿革
現存する最初の半済令は、1352年（観応3年/正平7年）7月に室町幕府から発布された。当時、全国的な争乱（観応の擾乱）が続いており、軍費・兵糧調達のため、激戦地であった近江国（守護：六角直綱）・美濃国（守護：土岐頼康）・尾張国（守護：土岐頼康）の本所領（荘園）を対象として、その年の収穫に限り、守護に年貢半分の徴発を認めた。その対象となった荘園・公領を特に「兵粮料所」と呼んだ。
周辺国の守護も半済の適用を求め、翌8月には、河内国（守護：高師直）・和泉国（守護：細川顕氏）・伊賀国（守護：仁木義長）・伊勢国（守護：仁木義長）・志摩国（守護：仁木義長）へと半済が拡大した。
1355年（文和4年/正平10年）、幕府は半済の拡大を防ぐため、戦乱の収まった国の半済を停止するとともに、戦乱国においても、守護が年貢半分を直接徴収するのではなく、本所（荘園領主）から守護へ納入させることとした。しかし、守護及びその傘下武士たちは、半済を既得権として、荘園・公領へ不当な介入を続けた。当時の流動的で争乱の続く状況の中で、幕府は、武士層だけでなく貴族・寺社層も存立基盤としており、貴族・寺社層の権利保全を図るため、武士による半済の抑制に努めることとなった。
1368年（応安元年/正平23年）6月、幕府は総括的な半済令（応安の半済令）を発布した。皇族・寺社・摂関領などを例外として、全ての荘園年貢について、本所側と守護側武士（半済給付人という）とで均分することを永続的に認めるものであった。この法令により、守護は荘園・公領の半分の支配権を主張することとなり、各地で荘園・公領が分割され、守護の権益が拡大していった。
なお、15世紀後期の応仁の乱および近江出兵の伴う幕府の軍事作戦に伴って幕府が半済令を復活させたことが確認できる。

## 影響
半済令に伴う影響としては、荘園が解体への第一歩を踏み始めた点が挙げられる。応安の半済令により、守護は実質的に荘園・公領の半分を簒奪することとなり、荘園の解体が緩やかに進行していくこととなった。
鎌倉期の守護が国内の軍事警察権を持つにとどまっていたのに対し、室町期の守護は、半済で得た権益を元に、軍事警察権のみならず荘園領主や国衙の権能を吸収していった。それと並行して、守護は領国内の武士（国人という。）の統制・支配も進めていった。このようにして、守護は半済を契機として、管轄する国内一円（これを領国という）にわたる支配権を確立していった。そこで、鎌倉期の守護と区別するために、室町期の守護を守護大名とし、守護大名による領国支配体制を守護領国制と呼ぶ。